# Müller-Thurgau
Müller-Thurgau, in der Schweiz häufig Riesling-Silvaner und heute aus Rechts- und Marketinggründen auch Rivaner genannt, ist eine Weißweinsorte. Sie wurde 1882 vom Schweizer Hermann Müller aus dem Schweizer Kanton Thurgau an der Forschungsanstalt Geisenheim im Rheingau gezüchtet und ab 1891 an der Deutschschweizer Versuchsstation und Schule für Obst-, Wein- und Gartenbau in Wädenswil im Kanton Zürich (heute zu Agroscope gehörig) weiterentwickelt. Müller-Thurgau ist mit 22.934 ha (2010) Anbaufläche weltweit die erfolgreichste Weißweinzüchtung. Vom Originalrebstock ist ein Exemplar in Wädenswil erhalten geblieben.

## Abstammung

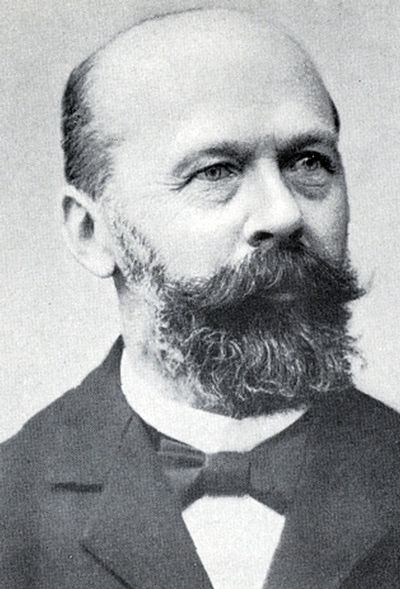
Hermann Müller (1850–1927)

Die Sorte ist eine Kreuzung aus  Riesling und Madeleine Royale von Hermann Müller.

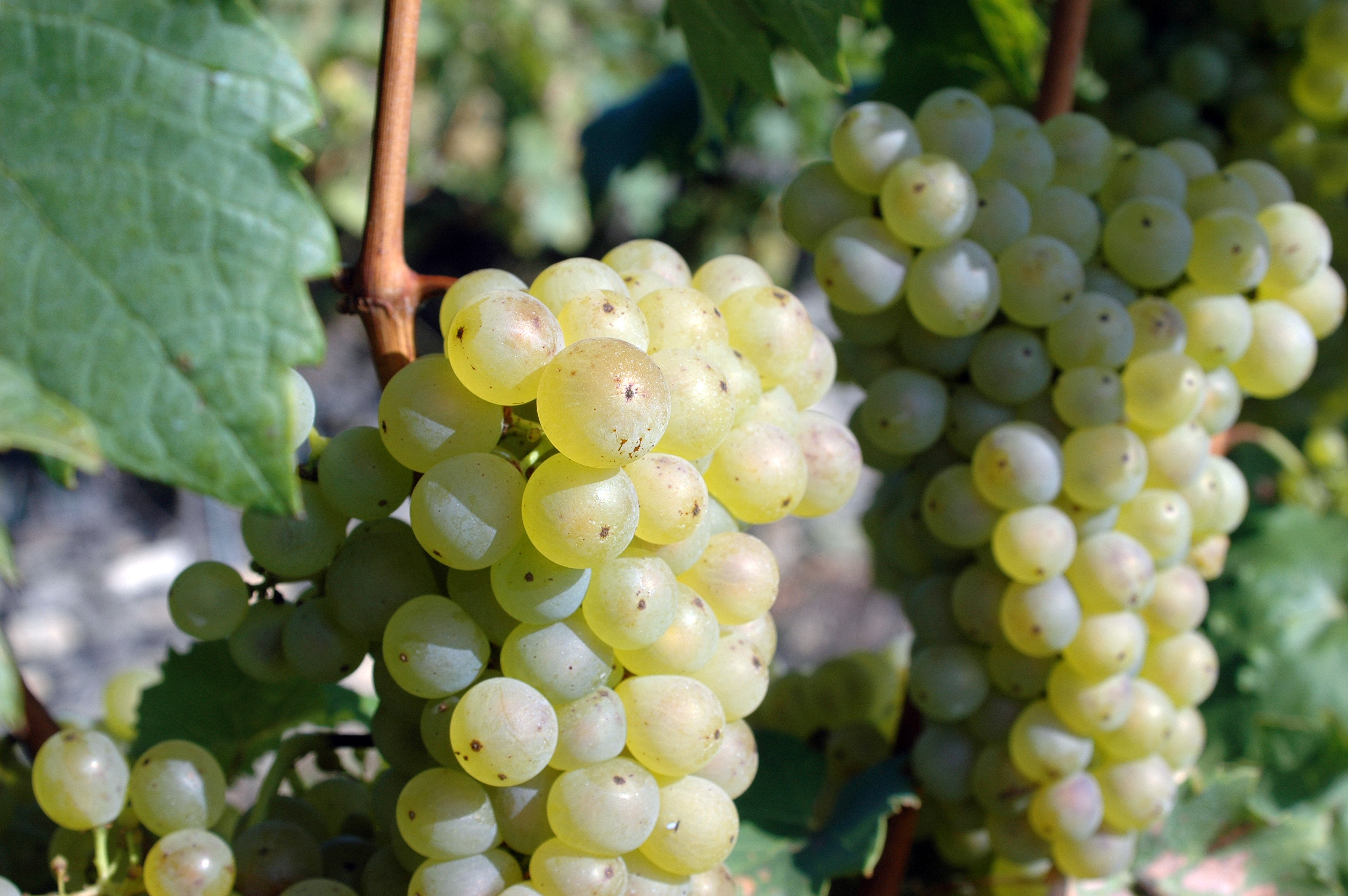
Riesling
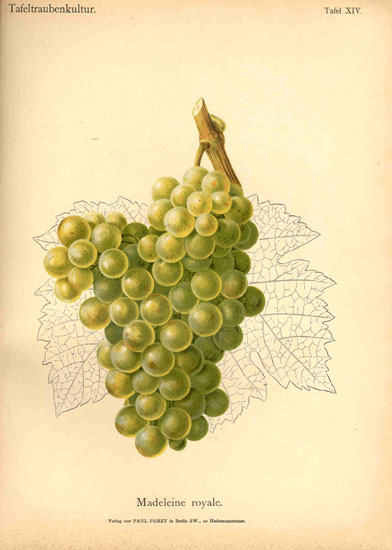
Madeleine Royale

### Entstehungsgeschichte
Durch Hermann Müller fanden ab 1882 Kreuzungsversuche in der Forschungsanstalt Geisenheim statt. Die Vorprüfung der Neuzuchten dauerte bis 1890. Müller wechselte 1891 an die Versuchsstation für Obst-, Wein- und Gartenbau in Wädenswil, und 150 Stecklinge der Geisenheimer Neuzuchten wurden in die Schweiz gesandt. Die Stecklinge wurden von 1892 bis 1893 am schweizerischen Zürichsee angezüchtet. 1894 konnten 73 Sorten im Freiland ausgepflanzt werden. Der Riesling × Silvaner trug die Zucht-Nr. 58. Die Vermehrung mit Stecklingen von Heinrich Schellenberg in Wädenswil erfolgte 1897.
Die erste Veredelung auf Unterlagsreben fand 1901 statt und 1903 wurden die ersten Ertragsanlagen der neuen Sorte erstellt. Die Versuchsanlage bestand 1906 bis 1907 aus 894 veredelten Riesling × Silvaner auf sieben Unterlagsreben. Im Jahr 1908 wurden 22.000 Pfropfreben in der Schweiz und dem Ausland verteilt. Die erste Rückführung von 100 Reben nach Deutschland fand 1913 durch Dern unter Verwendung der Sortenbezeichnung Müller-Thurgau-Rebe statt.
In den 1930er Jahren wurden Versuchsanlagen in allen deutschen Weinbaugebieten erstellt sowie Selektionen durch Hartmut Fueß vorgenommen. Die Anbauergebnisse wurden 1938 auf einer Müller-Thurgau-Tagung in Alzey gesichtet. Seit 1945 wurde die Sorte zunehmend im Wiederaufbau und bei Umstellungen gepflanzt. Die saatgutrechtliche Eintragung erfolgte 1956. In den 1960er Jahren trug der aus der Sorte Müller-Thurgau gewonnene Wein zu einer vom bayerischen Landwirtschaftsministerium finanziell unterstützte Wiederbelebung „Weinfrankens“ bei, nachdem um das Jahr 1900 wegen einer Reblausepidemie die Weingärten nicht bestellt wurden. Ab 1969 ist Müller-Thurgau in die Sortenliste nach dem Saatgutverkehrsgesetz eingetragen. Die Klassifikation als empfohlene Sorte in allen Weinbaugebieten Deutschlands erfolgte 1970. Der Müller-Thurgau drang in Deutschland bis 1975 auf den ersten Platz bezogen auf die Anbaufläche vor. Die Vermehrung als Klone der Sorte Müller-Thurgau, Basis- und zertifiziertes Pflanzgut, erfolgte ab 1980.

#### Klärung der Kreuzungspartner
Hermann Müller selbst war sich jedoch nicht ganz sicher, welche Eltern-Rebsorten tatsächlich von ihm verwendet worden waren. Deswegen gab es auch von Anfang an Zweifel. Versuche, die Züchtung nachzuvollziehen, scheiterten. Lange Zeit ging man davon aus, dass es sich um eine Kreuzung aus Riesling mit sich selbst handle.
Im Jahr 1957 konnte Heinz-Martin Eichelsbacher (* 29. Dezember 1924 in München; † 3. September 2003 in Würzburg) bei seiner Promotion an der Bayerischen Landesanstalt für Weinbau und Gartenbau in Veitshöchheim (Franken) das Fehlen von Silvaner-Erbgut nachweisen.
Nochmals wurde 1998 in der Klosterneuburger Weinbauschule in Österreich mit Hilfe gentechnischer Verfahren (Verwendung spezifischer Mikrosatelliten) der Silvaner als Kreuzungspartner ausgeschlossen. Das Ergebnis ließ auf Chasselas als Kreuzungspartner (Vater-Kandidat) schließen. Wissenschaftler der Deutschen Bundesanstalt für Züchtungsforschung in Siebeldingen/Pfalz konnten dann 1999 mit neuen, erweiterten gendiagnostischen Möglichkeiten die Herkunft der Müller-Thurgau-Rebe noch genauer bestimmen: Sie ermittelten die Rebsorte Madeleine Royale als Vater. Madeleine Royale wurde als eine Züchtung aus dem Formenkreis des Chasselas (Gutedel) angesehen, gilt aber seit einer Untersuchung aus dem Jahr 2009 als eine Kreuzung des Pinot mit dem Trollinger.

### Nachkommen

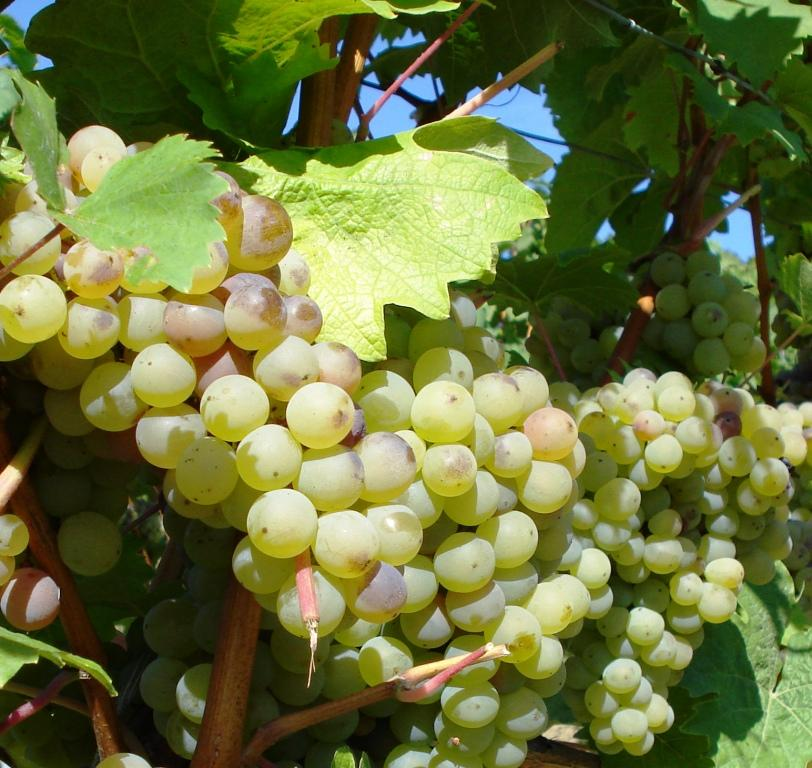
Bacchus
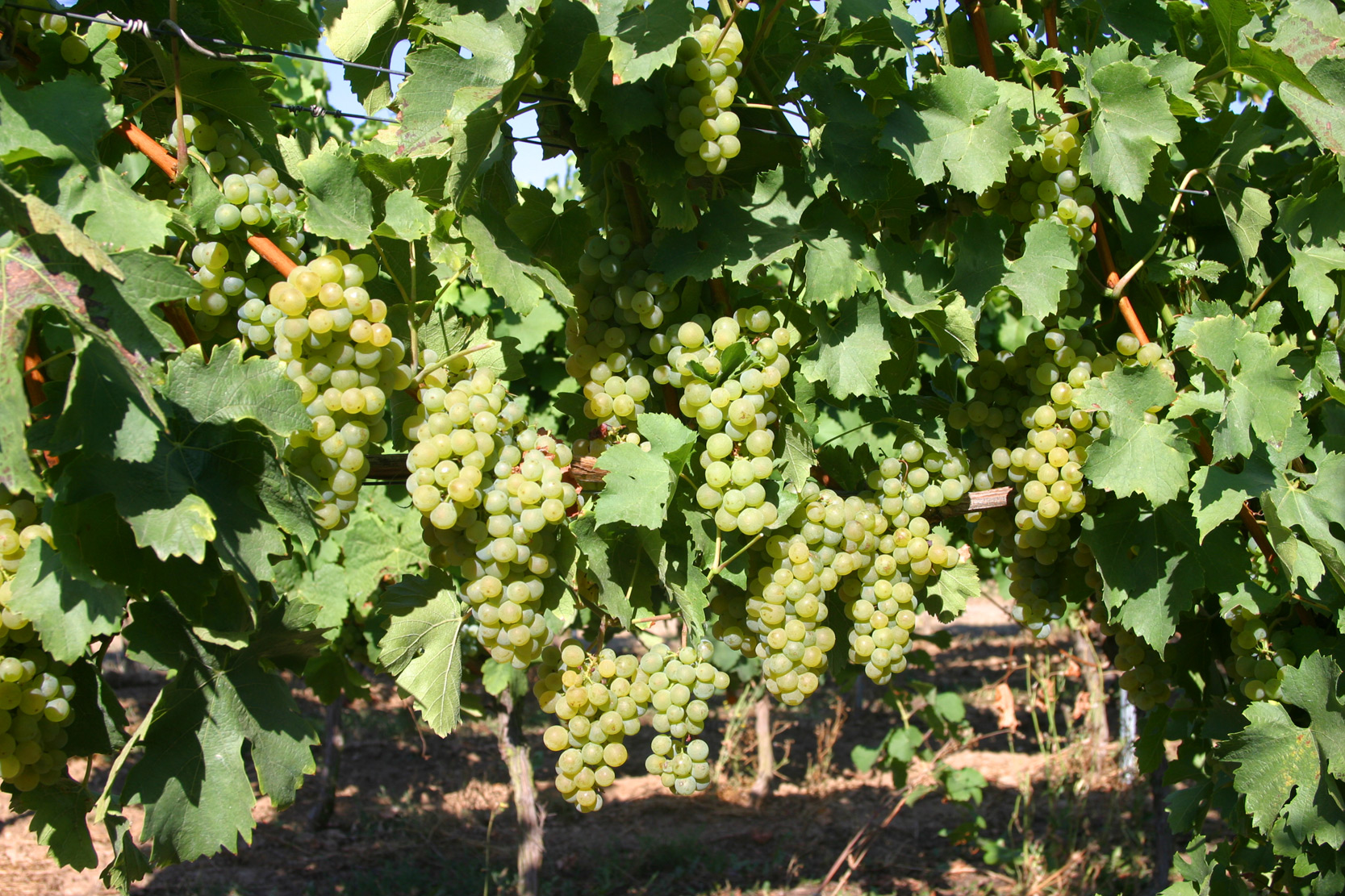
Faber
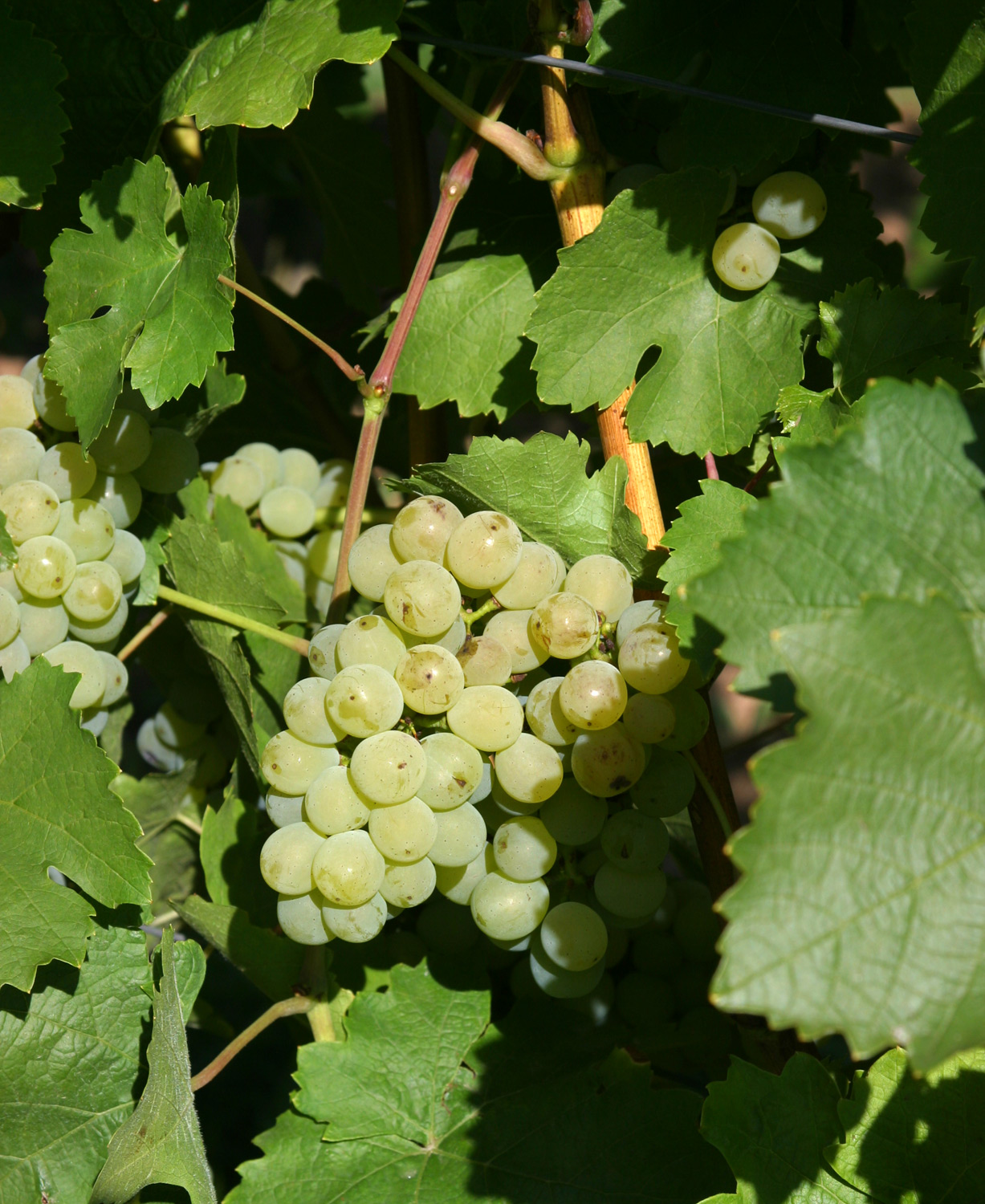
Kanzler
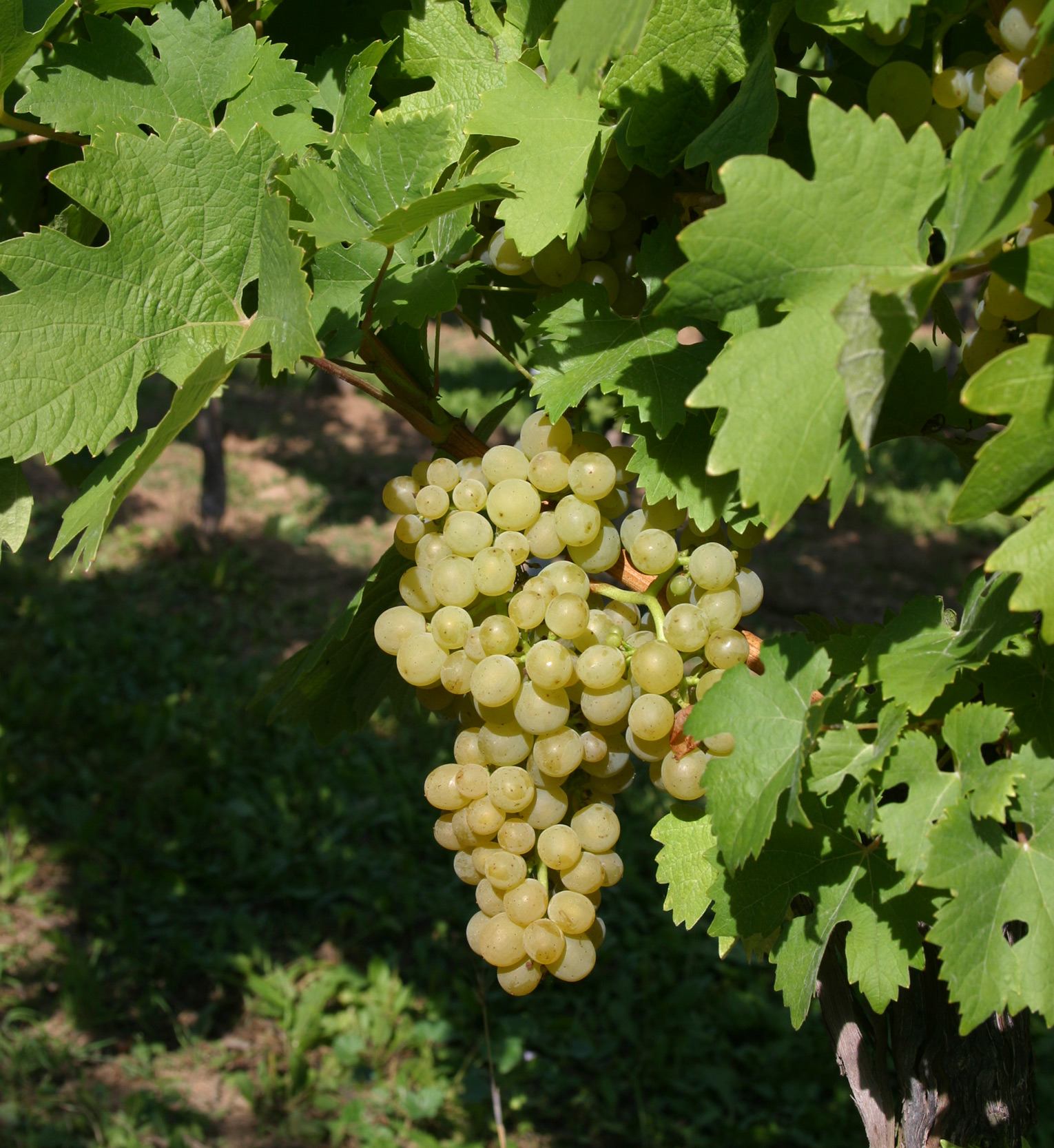
Ortega
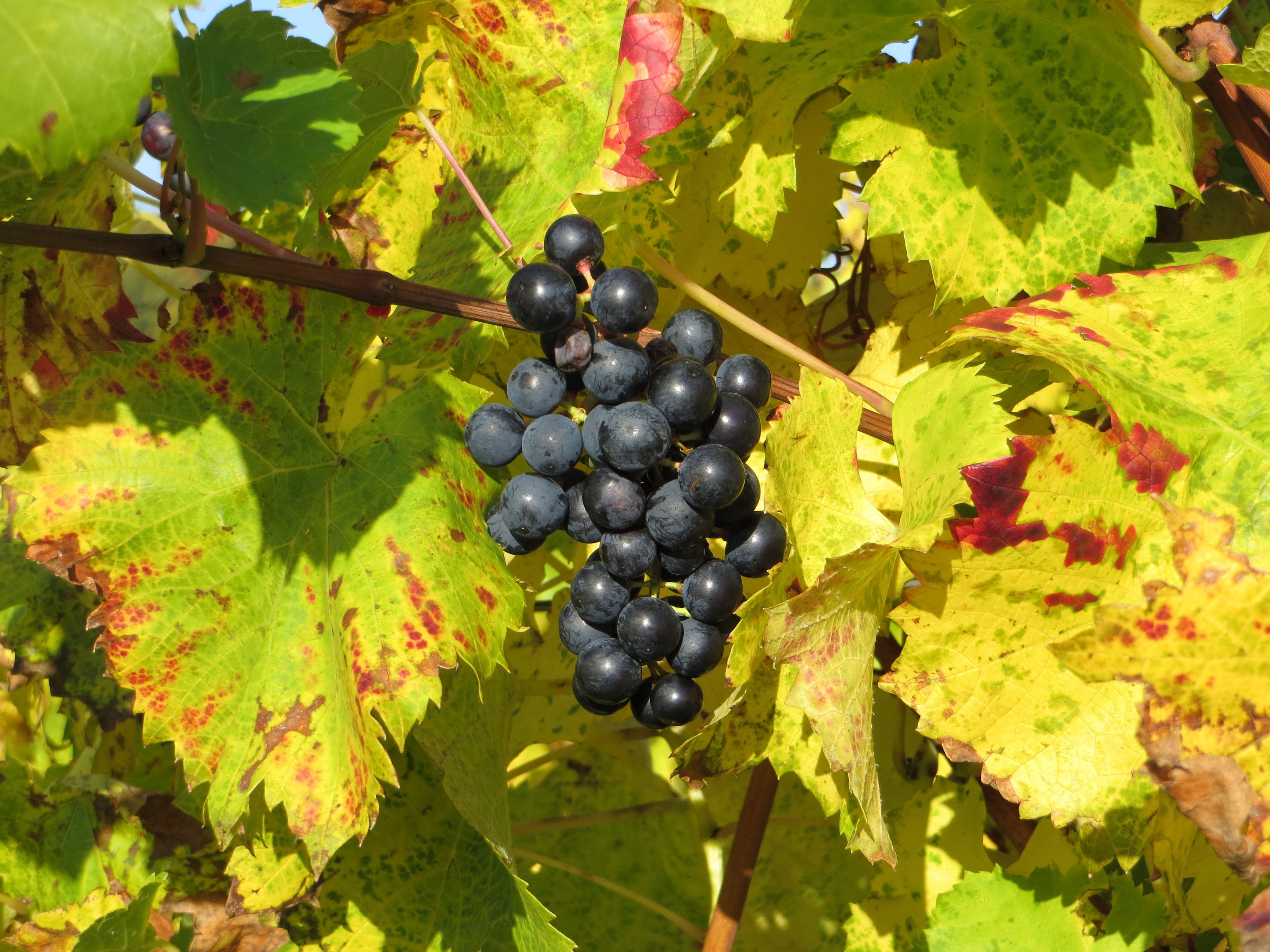
Regent

| Sortenname                | Kreuzungspartner                                            |
| Albalonga                 | Rieslaner × Silvaner                                        |
| Arnsburger                | Riesling CL. 88 Gm × Riesling CL. 64 Gm                     |
| Bacchus                   | (Silvaner × Riesling) × Müller Thurgau                      |
| Boschidar                 | Rieslaner × Müller Thurgau                                  |
| Cumdeo blanc              | Gewürztraminer × Müller Thurgau                             |
| Diana                     | Silvaner × Müller Thurgau                                   |
| Elegancia                 | (Traminer × Elbling) × Müller Thurgau                       |
| Ezmet / A                 | Ezerjó × Müller Thurgau                                     |
| Faber (Rebsorte)          | Chardonnay × Müller Thurgau                                 |
| Floriánka                 | Veltliner frührot × Müller Thurgau                          |
| Fontanara                 | Rieslaner × Müller Thurgau                                  |
| Freiburg 90- 64           | Müller Thurgau × FREIBURG 587-54                            |
| Freiburg 986- 60          | SV 12-481 × Müller Thurgau                                  |
| Garnier 15-6              | SV 18-315 × Müller Thurgau                                  |
| Geilweilerhof 30N- 9- 35  | Silvaner × Müller Thurgau                                   |
| Geilweilerhof 30N- 9- 83  | Silvaner × Müller Thurgau                                   |
| Geilweilerhof 30N- 9-129  | Silvaner × Müller Thurgau                                   |
| Geilweilerhof 31- 1-118   | Silvaner × Müller Thurgau                                   |
| Geilweilerhof B- 8- 20    | Oberlin 702 OP × Müller Thurgau                             |
| Geilweilerhof KOE- 50- 24 | (Silvaner × Müller Thurgau) Müller Thurgau                  |
| Geilweilerhof KOE- 50-100 | (Silvaner × Müller Thurgau) × Müller Thurgau                |
| Geisenheim 17- 59         | Chasselas Napoleon × Müller Thurgau                         |
| Geisenheim 17-103         | Müller Thurgau × Pirovano 1                                 |
| Geisenheim 18- 1          | Müller Thurgau × bewundernswert de Courtillier              |
| Geisenheim 18- 26         | Müller Thurgau × bewundernswert de Courtillier              |
| Geisenheim 18- 54         | Müller Thurgau × (Madeleine Angevine × Calabreser Fröhlich) |
| Geisenheim 18- 58         | Müller Thurgau × (Madeleine Angevine × Calabreser Fröhlich) |
| Geisenheim 18- 62         | Müller Thurgau × (Madeleine Angevine × Calabreser Fröhlich) |
| Geisenheim 18- 91         | Müller Thurgau × (Madeleine Angevine × Calabreser Fröhlich) |
| Geisenheim 6437           | Müller Thurgau × (Wälsche Frühe Blaue × Färber 1)           |
| Geisenheim 6441- 4        | (Seibel 7053 × Riesling) × Müller Thurgau                   |
| Geisenheim 7213           | Kolor × Müller Thurgau                                      |
| Geisenheim 7221           | Deckrot × Müller Thurgau                                    |
| Gloria                    | Silvaner grün × Müller Thurgau                              |
| Gloriosa                  | (Riesling x Silvaner) × Müller Thurgau                      |
| Goldriesling              | Welschriesling × Müller Thurgau                             |
| Grando                    | (Riesling x Silvaner) × Müller Thurgau                      |
| Gutborner                 | Müller Thurgau × Chasselas Napoleon                         |
| Hildegardistraube         | Müller Thurgau × Siegerrebe                                 |
| Jakob Gerhardt blanc      | Müller Thurgau × Gewürztraminer                             |
| Kanzler (Rebsorte)        | Müller Thurgau × Silvaner                                   |
| Mariensteiner             | Silvaner × Rieslaner                                        |
| Markant                   | Müller Thurgau × Madeleine Royale                           |
| Medea                     | Rivaner × Gewürztraminer                                    |
| Milia                     | Müller Thurgau × Tramin Cerveny                             |
| Montagna                  | Rieslaner × Müller Thurgau                                  |
| Muscabona                 | Siegerrebe × Müller Thurgau                                 |
| Optima (Rebsorte)         | (Silvaner × Riesling) × Müller Thurgau                      |
| Ortega (Rebsorte)         | Müller Thurgau × Siegerrebe                                 |
| Osiris                    | Riesling × Rieslaner                                        |
| Palava                    | Traminer × Müller Thurgau                                   |
| Perle von Alzey           | Gewürztraminer × Müller Thurgau                             |
| R- 71                     | ERAPL. Müller Thurgau × Teli Muskotály                      |
| Rabaner                   | Riesling Klon 88 GM × Riesling KLON 64 GM                   |
| Regner                    | Luglienca bianca × Gamay früh                               |
| Reichensteiner            | Müller Thurgau × (Madeleine Angevine × Weisser Calabreser)  |
| Sauvignon super           | Müller Thurgau × Sauvignon 13/21                            |
| Schantlrebe               | Müller Thurgau × Ruländer                                   |
| Septimer                  | Gewürztraminer × Müller Thurgau                             |
| Tamara                    | Müller Thurgau × Siegerrebe                                 |
| TC / MT 0103              | Traminer ROT × Müller Thurgau                               |
| Theklatraube              | Müller Thurgau × Siegerrebe                                 |
| Thürling                  | Müller Thurgau × Riesling                                   |
| Weinsberg S 431           | Müller Thurgau × Blaufränkisch                              |
| Würzburg 80- 09- 001      | Thürling × Müller Thurgau 04.12                             |
| Würzburg B 51-04-008      | Rieslaner × Müller Thurgau                                  |
| Würzburg B 55-08-162      | S. 2765 × Müller Thurgau                                    |
| Würzburg B 64-22-031      | B 13-56 × Müller Thurgau                                    |
| Würzer                    | Gewürztraminer × Müller Thurgau                             |

- Bacchus
- Faber
- Kanzler
- Ortega
- Regent

### Mutationen
1978 wurde eine rote Mutation gefunden. Der Rote Müller-Thurgau wurde 2014 beim Bundessortenamt in Deutschland zur Sortenzulassung angemeldet.

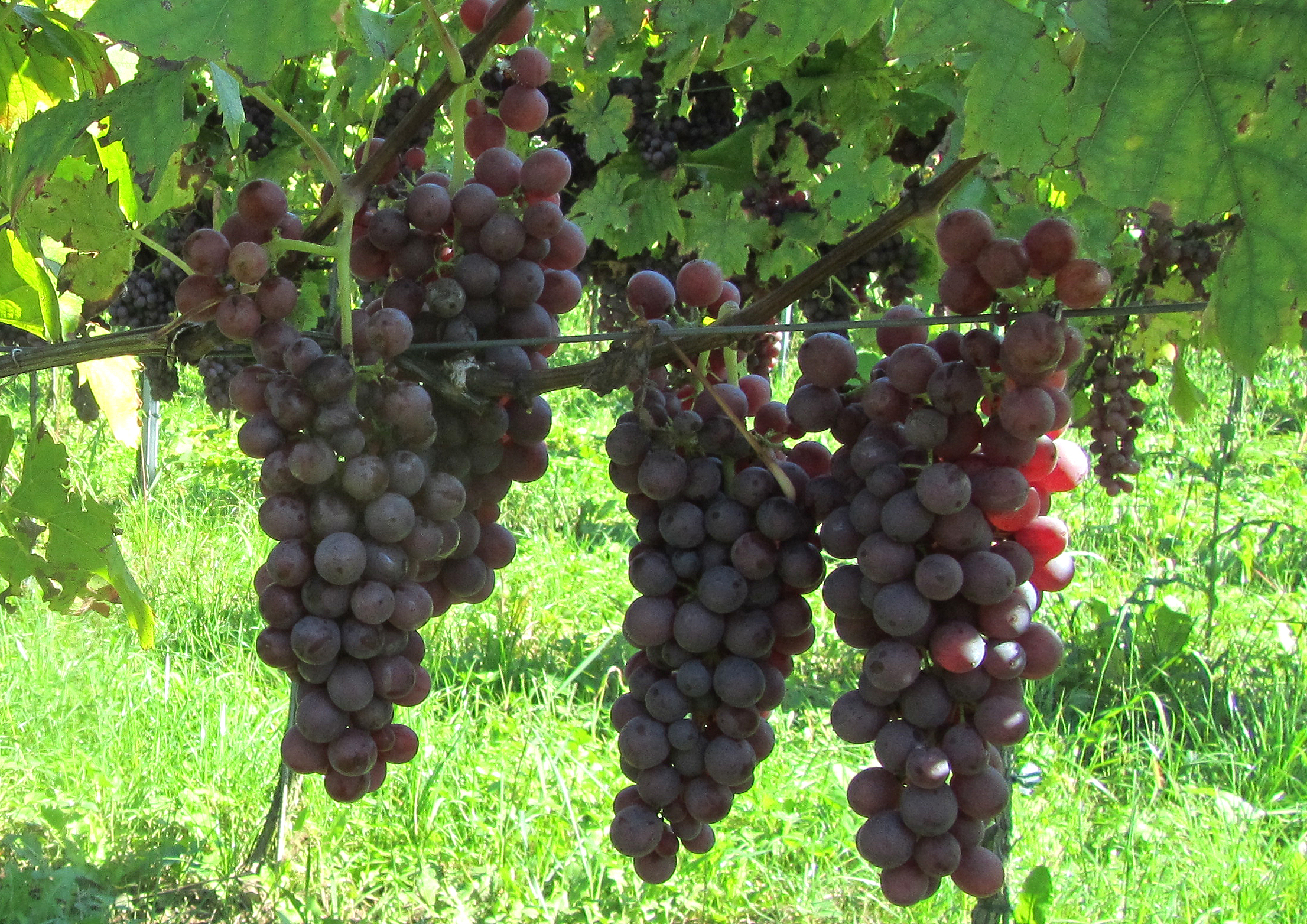
Roter Müller Thurgau

## Ampelografische Merkmale

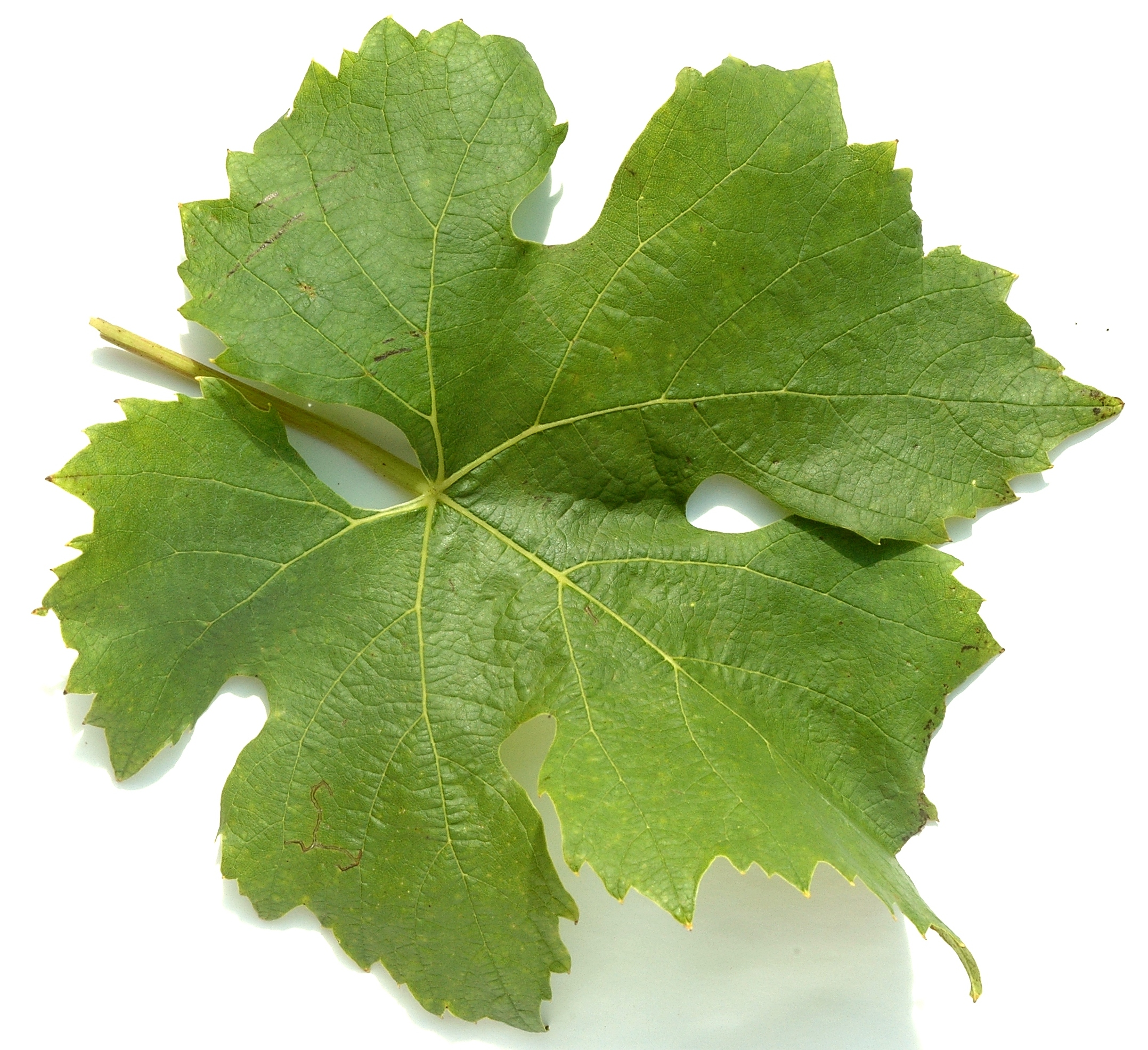
Müller-Thurgau-Blatt mit verdrehter Mittellappe
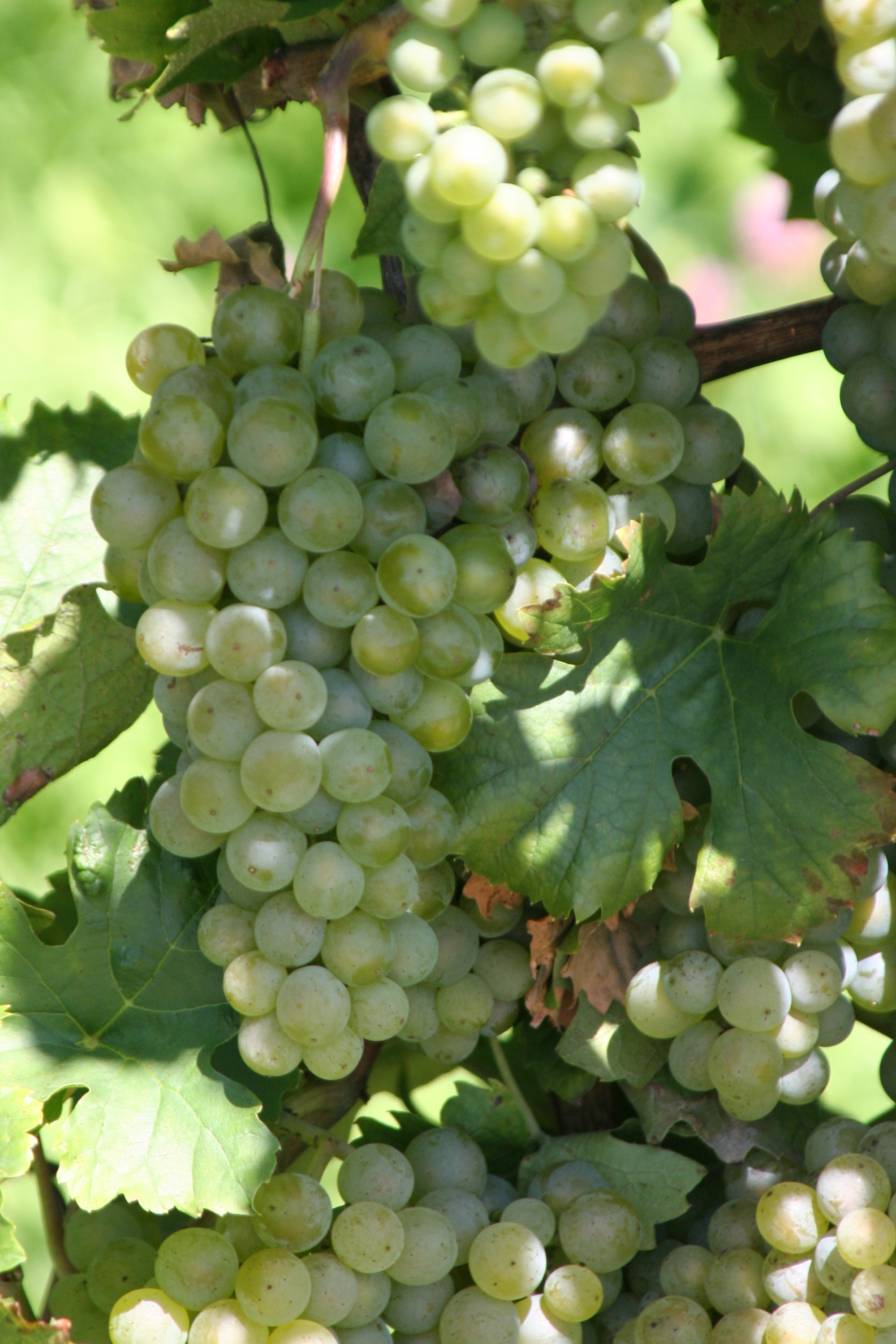
Müller-Thurgau-Trauben

- Die Triebspitze ist schwach wollig behaart und ist hellgrün mit rötlichem Anflug.
- Das junge Blatt ist hellgrün, tief gebuchtet und das ausgewachsene Blatt ist mittelgroß, fünflappig, tief gebuchtet, stark gewellt und die Mittellappe deutlich verdreht. Die Stielbucht überlappend mit V-förmiger Basis.
- Die Traube ist mittel bis groß, locker- bis dichtbeerig, konisch, oft geschultert. Die Beeren sind mittelgroß, oval, gelblichgrün gefärbt und leicht beduftet. Das Beerenfleisch ist ungefärbt und saftig mit einem dezenten Muskatgeschmack.
- Der Triebwuchs ist stark.

Reife: früh, Anfang bis Mitte September

## Eigenschaften

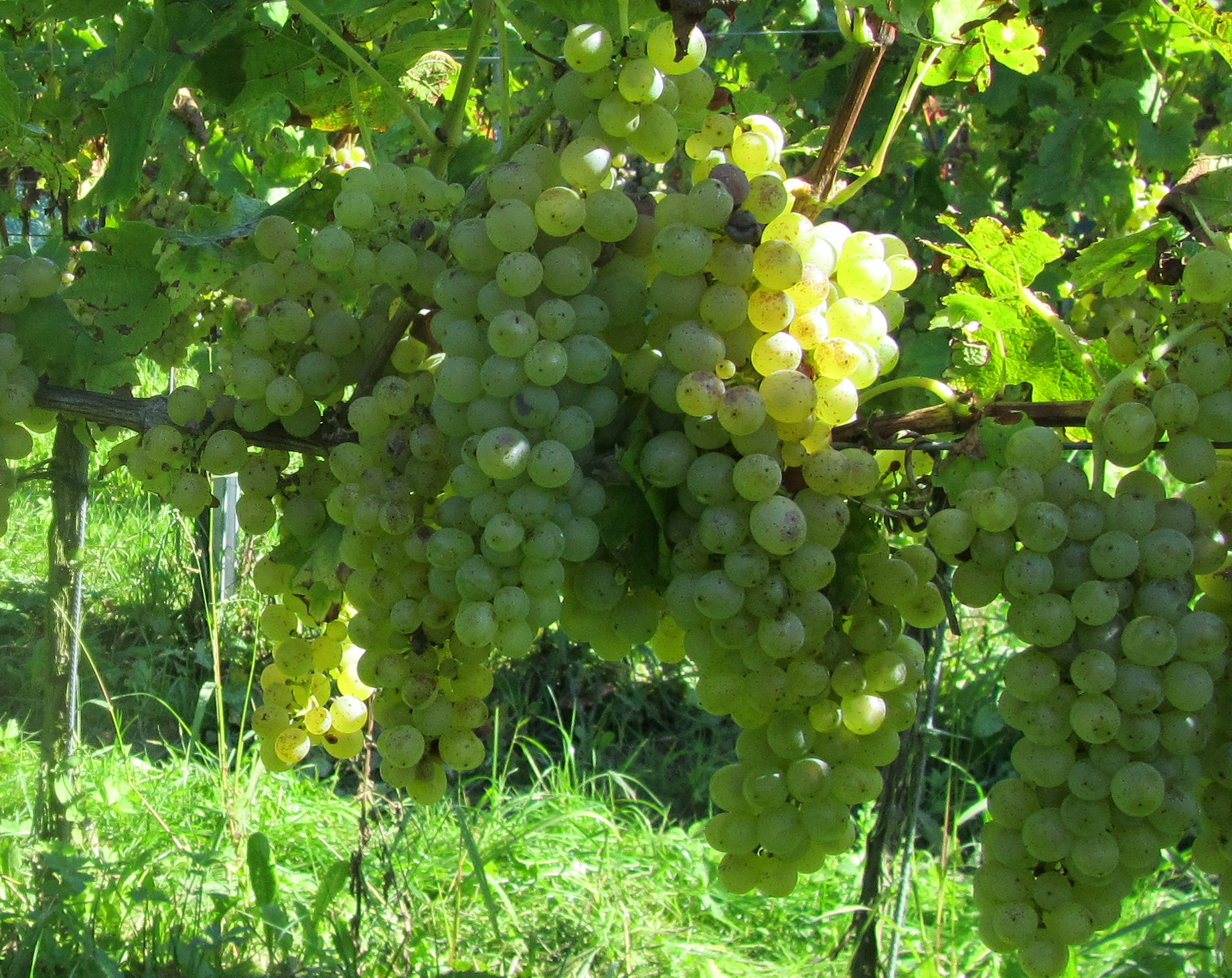
Müller-Thurgau

### Ansprüche an Boden und Lage
Die Sorte Müller-Thurgau stellt an Klima und Bodenbeschaffenheit relativ geringe Ansprüche. Sie benötigt tiefgründige Böden mit guter Wasserversorgung. Keine zur Trockenheit neigenden Standorte und nährstoffarme leichte Böden. Sie ist auch für späte Lagen geeignet, aber tiefe, eingeschlossene Lagen sind ungeeignet. Die Holzreife kann schwach sein, dadurch können häufig schon ab −15 °C Frostschäden auftreten.

### Vor- und Nachteile
Die Vorteile der Sorte sind die frühe Reife, dass sie geringe Lageansprüche stellt und wenig blüteempfindlich ist.
Nachteilig ist die schlechte Holzreife und damit bedingt die hohe Winterfrostempfindlichkeit. Sie ist sehr anfällig gegen den Oidium und Peronospora, Botrytis cinerea, Roten Brenner, Phomopsis und Stiellähme. Bei Überreife fallen die Beeren leicht ab.

### Ertrag
Die Sorte bringt hohe und regelmäßige Erträge.
Ein Mostgewicht von 65–90 °Oechsle kann bei 80–150 hl/ha erreicht werden. In sehr seltenen Fällen sind auch Mostgewichte bis über 150 °Oechsle möglich.

## Wein
Der Wein ist mild (wenig Säure), leicht süffig und besitzt einen leicht muskierten Duft und Geschmack. Der Weinausbau erfolgt sehr rasch – die Weine sind deshalb früh trinkreif (abgesehen von Prädikatsweinen). Durch den geringen Säuregehalt ergibt sich häufig eine frühzeitige Alterung des Weines mit geringer Lagerfähigkeit (ausgenommen Prädikatsweine).

## Verbreitung

### Deutschland

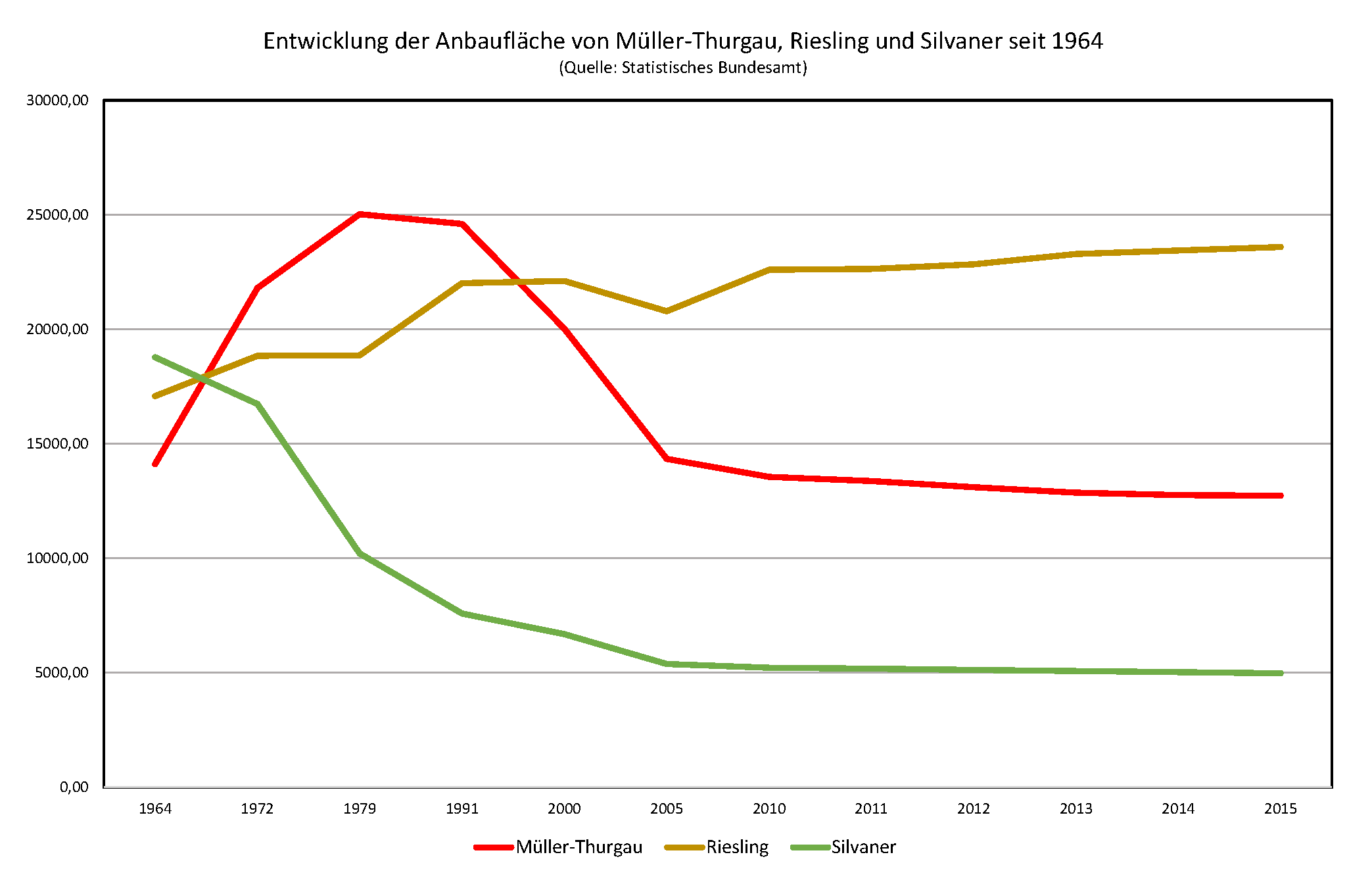
Flächenmäßige Entwicklung der Sorten Müller Thurgau, Riesling und Silvaner ab 1964

Die Anbaufläche der Rebsorte Müller-Thurgau in Deutschland betrug im Jahr 2019 11.736 ha, das entspricht 11,4 % der Rebfläche. Zwischen 1975 und 1995 behauptete sie mit rund 25 % der Rebfläche den ersten Platz, bis sie wieder vom Riesling abgelöst wurde.
| Weinbaugebiet              | Fläche ha |
| -------------------------- | --------- |
| Ahr                        | 14        |
| Baden                      | 2.357     |
| Franken                    | 1.493     |
| Hessische Bergstraße       | 25        |
| Mittelrhein                | 23        |
| Mosel                      | 889       |
| Nahe                       | 507       |
| Pfalz                      | 1.808     |
| Rheingau                   | 29        |
| Rheinhessen                | 4.084     |
| Saale-Unstrut              | 121       |
| Sachsen                    | 70        |
| Stargarder Land            | -         |
| Württemberg                | 300       |
| insgesamt Deutschland 2019 | 11.736    |

### Andere Länder
| Land                   | Rebfläche ha |
| ---------------------- | ------------ |
| Österreich (2015)      | 2.807        |
| Slowakei               | 1.378        |
| Frankreich             | 5            |
| Japan                  | 172          |
| Luxemburg              | 184          |
| Moldawien              | 173          |
| Schweiz                | 493          |
| Kanada                 | 7            |
| Kroatien               | 60           |
| Tschechien             | 1.572        |
| Deutschland (2015)     | 12.736       |
| Ungarn                 | 2.098        |
| Italien                | 1.312        |
| Russland               | 106          |
| Vereinigtes Königreich | 43           |
| Neuseeland             | 79           |
| Weltanbaufläche 2010   | 22.934       |

## Synonyme
Laut den EU-Sortenverordnungen dürfen nur die Bezeichnung „Müller Thurgau“ oder „Rivaner“ für den Wein verwendet werden.
Die in der Schweiz früher gebräuchliche Bezeichnung Riesling × Silvaner, woraus der Name „Rivaner“ abgeleitet ist, ist älteren Ursprungs: Sie basiert auf der inzwischen widerlegten Meinung, der Wein sei eine Kreuzung aus Riesling und Silvaner. Zudem wollte Hermann Müller nicht, dass sein Kreuzungsprodukt in seinem Heimatland unter seinem Namen bekannt wird. Die Schreibweise Riesling-Silvaner ist korrekt, da der Bindestrich im Gegensatz zum „x“ keine Kreuzung, sondern einen Eigennamen suggeriert.
Synonyme 39: Mathiasz Janos, Miler Turgau, Mueller, Mueller Thurgau, Mueller Thurgau Bianco, Mueller Thurgau Bijeli, Mueller Thurgau Blanc, Mueller Thurgau Rebe, Mueller Thurgau Weisser, Mueller Thurgau White, Mueller Thurgaurebe, Mueller Thurgeau, Mueller Thurgeaux, Muellerka, Muellerovo, Muller Thurgau, Muller Thurgeau, Muller Tourgau, Mullerka, Mullerovo, Myuller Turgau, Riesling Silvaner, Riesling Sylvaner, Riesling × Silavaner, Riesling × Silvaner, Riesling × Sylvaner, Riesvaner, Rivaner, Rizanec, Rizlingsilvani, Rizlingsylvany, Rizlingszilvani, Rizlingzilvani, Rizvanac, Rizvanac Bijele, Rizvanac Bijeli, Rizvanec, Rizvaner, Uva di Lauria.